# Stubdrup (Kolding Kommune)
 Der er for få eller ingen kildehenvisninger i denne artikel, hvilket er et problem. Du kan hjælpe ved at angive troværdige kilder til de påstande, som fremføres i artiklen.

Stubdrup ligger i Sydjylland og er en meget lille landsby i Harte Sogn. Den befinder sig i Kolding Kommune og hører til Region Syddanmark. Tidligere lå den i Brusk Herred i Vejle Amt. Stubdrup ligger ca. 8 kilometer fra Kolding.
|  | Denne artikel om lokaliteten Stubdrup (Kolding Kommune) kan blive bedre, hvis der indsættes et (bedre) billede. Du kan hjælpe ved at afsøge Wikimedia Commons for et passende billede eller lægge et op på Wikimedia Commons med en af de tilladte licenser og indsætte det i artiklen. |

55°31′51.81″N 9°23′49.51″Ø / 55.5310583°N 9.3970861°Ø